# Ernst Wilhelm Just

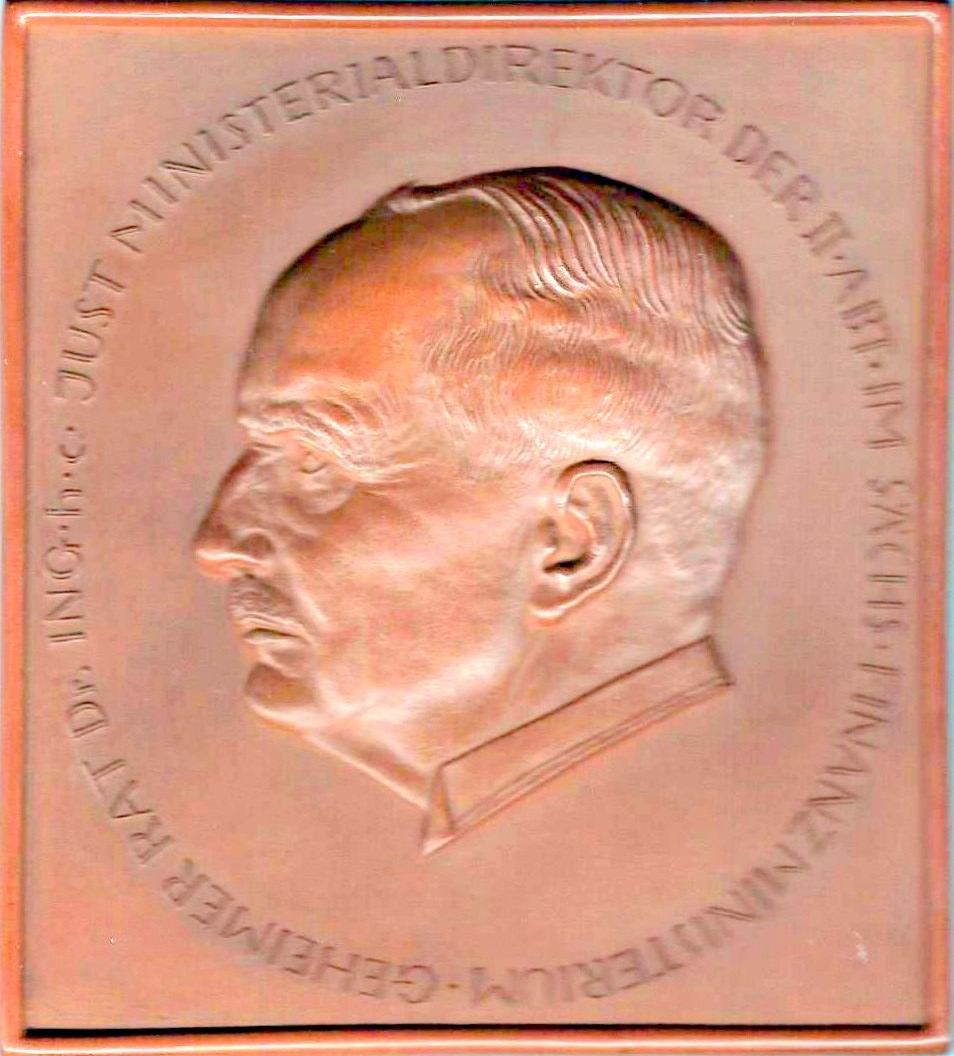
Plakette der Porzellanmanufaktur Meißen für Ernst Wilhelm Just

Ernst Wilhelm Just (* 8. Oktober 1865 in Dresden; † 27. Dezember 1945 ebenda) war ein Jurist im sächsischen Staatsdienst. Von 1898 bis 1900 wirkte er als Professor für Bergrecht und Allgemeine Rechtskunde an der Bergakademie Freiberg.

## Leben und Wirken
Ernst Wilhelm Just war der älteste Sohn des späteren Landgerichtspräsidenten Heinrich Wilhelm Just (1836–1896) und dessen Ehefrau Helene Marie, geb. Weinlig (1840–1923). Er heiratete am 23. November 1894 Anna Bertha, geb. Schmitz (1871–1945), Tochter des Dresdner Kaufmanns Peter Samuel Schmitz (1829–1921), mit der er vier Kinder hatte.
Er besuchte die Bürgerschule in Zwickau und ab 1876 Gymnasien in Zwickau, Dresden und Freiberg, wo er im Frühjahr 1885 die Reifeprüfung ablegte. Danach leistete er den Militärdienst als Einjährig-Freiwilliger beim 10. Königlich Sächsischen Infanterieregiment Nr. 134 ab. Als Oberleutnant a. D. wurde er zu Beginn des Weltkriegs für unabkömmlich erklärt.
An der Universität Leipzig war er von Mai 1886 bis Juli 1889 zum Studium der Rechtswissenschaft eingeschrieben. Während seines Studiums wurde er Mitglied der Landsmannschaft Grimensia Leipzig. Sein erstes juristisches Staatsexamen bestand er mit „Sehr gut“ und, nach vorbereitenden Praktika zum Richterdienst, im Dezember 1893 das zweite Staatsexamen mit „Ganz vortrefflich“.

## Berufliche Laufbahn
Seine berufliche Laufbahn begann er als Hilfsrichter beim Amtsgericht Limbach/Vogtland. Im Mai 1895 wurde er dem Landgericht Freiberg beigeordnet und dort im Juli 1897 zum Landrichter ernannt. Im August 1898 wurde er zum juristischen Rat des Bergamts Freiberg und zum ordentlichen Professor für Bergrecht an der Bergakademie berufen. Im April 1900 wechselte er in die Abteilung I des Sächsischen Finanzministeriums, wo er mit Steuerangelegenheiten, später mit Etat- und dem Entwurf von Gesetzesvorlagen befasst war. Dort ernannte man ihn 1904 zum Geheimen Finanzrat und Vortragenden Rat.
1917 wurde er zum Ministerialdirigenten und Leiter der II. Abteilung des Sächsischen Finanzministeriums, 1923 zum Ministerialdirektor ernannt. Zum Geschäftsbereich dieser Abteilung gehörten die Staatsbetriebe – die Staatlichen Berg- und Hüttenwerke in Freiberg, die Porzellanmanufaktur Meißen, die Hochbauverwaltung, das Straßen- und Wasserbauwesen, die Domänen und Staatsforsten und die Hochschulen – Universität Leipzig, Technische Hochschule Dresden, Bergakademie Freiberg, Forsthochschule Tharandt. Später kamen die Staatliche Energieversorgung und der Kraftwagenverkehr hinzu.
1929 trat er in den Ruhestand. Er behielt aber verschiedene Ämter in Verwaltungs- und Aufsichtsratgremien sächsischer Staatsunternehmen, die zum Geschäftsbereich der bisher von ihm geleiteten Ministerialabteilung gehörten, insbesondere den Verwaltungs- und Aufsichtsratsvorsitz der AG Sächsische Werke (ASW), der Kraftverkehrsgesellschaft Freistaat Sachsen (KVG) und andere. Diese Ämter wurden ihm nach der Machtergreifung durch die Nationalsozialisten entzogen. Hingegen blieb er Vorstandsmitglied der Lingner-Stiftung und Schatzmeister des Deutschen Hygiene-Museums. Verstärkt widmete er sich im Ruhestand der Familienforschung.

## Leistungen
Während seiner Zeit in der I. Abteilung verfasste er eine aufsehenerregende Denkschrift der Länder Baden und Sachsen gegen die Einführung von Reichsteuern auf den Schiffsverkehr auf den freien deutschen Strömen Aufsehen.
Nachdem Kaiser Wilhelm II. 1899 den Technischen Hochschule das Promotionsrecht verliehen hatte, regte er an, auch der Bergakademie Freiberg dieses Recht zu gewähren. Dies erfolgte 1905 durch Friedrich August III, mit der Auflage, dass die mündliche Prüfung an der TH Dresden abzulegen ist. Die endgültige Übertragung an Freiberg erfolgte 1921. Als Dank zeichnete das Rektorat der Bergakademie ihn am 1. März 1921 als ersten mit der Würde des „Dr.-Ingenieur ehrenhalber“ aus.
Just hatte früh Beziehungen zu dem Unternehmer und Philanthropen Karl August Lingner. Die Lingner-Werke erzeugten Hygieneprodukte (Odol, Chlorodont). Der Multimillionär organisierte 1911 die vom Sächsischen Staat geförderte 1. Internationale Hygieneausstellung in Dresden.
In der Folge wurde 1912 das Deutsche Hygiene-Museum gegründet. Den Bau des 1930 fertiggestellten Museums, der im Zweiten Weltkrieg schwer beschädigt und wieder aufgebaut wurde, förderte das Sächsische Finanzministerium. Lingner berief Just zum Mit-Testamentsvollstrecker. Nach Lingners Tod (1916) reisten Georg Seiring, später Direktor des Hygiene-Museums in Dresden, und Just in die Schweiz, um das von Lingner restaurierte Schloss Tarasp (Graubünden), das dieser dem Sächsischen König vermacht hatte, zu begutachten. Er empfahl seinem Landesherrn, das Erbe auszuschlagen, weil eine zeitweilige Wohnpflicht testamentarisch gefordert war.
1912 beschloss der Börsenverein der Deutschen Buchhändler, eine Sammlung deutschsprachiger Literatur zu schaffen. Der Sächsische Staat zusammen mit der Reichsregierung und der Stadt Leipzig stellte sich als Bauherr der Deutschen Bücherei zur Verfügung. Die Federführung für Planung und Ausführung lag beim Sächsischen Finanzministerium in der Hochbauabteilung (Architekt Oskar Pusch) und für finanzielle und juristische Fragen bei der II. Abteilung mit Ministerialrat Ernst Wilhelm Just. Der Bibliotheksbau entstand in den Kriegsjahren 1914/15.
Das Finanzministerium in Dresden förderte frühzeitig die langfristige Energieversorgung Sachsens durch Erschließung der sächsischen Braunkohlenlagerstätten durch Bodenuntersuchungen und Landerwerb. Nach dem von Just finanziell und politisch geförderten Zusammenschluss des Braunkohlentagebaus im Nordwestsächsischen und Oberlausitzer Revier (Bedir) mit den Kraftwerken (Eldir) übernahm Hermann Eugen Müller 1916/17 als Generaldirektor im Staatsdienst die Gesamtverantwortung. 1923 brachte der Freistaat Sachsen die Bergbau- und Elektrizitätsunternehmen mit dem Grundbesitz in die vollständig im Staatsbesitz verbleibende Aktiengesellschaft Sächsische Werke (ASW) ein.
1924 wurde mit Förderung durch Just im Sächsischen Finanzministerium und der seit 1918 bestehenden Braunkohlenstiftung das Staatliche Braunkohlen-Forschungsinstitut (heute: Deutsches Brennstoffinstitut) gegründet. Hauptaufgaben des Institutes waren zunächst die Braunkohlenbrikettierung und -verflüssigung.
In der Zeit der Weimarer Republik diente Just insgesamt neun verschiedenen Ministern, was die Kontinuität seiner Arbeiten beeinträchtigte. Jedoch zeigte er auch in schwierigen Situationen Zivilcourage und Verantwortungsbewusstsein. Als ein Minister dem für die staatlichen Bauvorhaben verantwortlichen Architekten Oskar Pusch ein Disziplinarverfahren wegen Insubordination androhte, das ungerechtfertigt war, schlug er dem Minister vor, ihn selbst in das Disziplinarverfahren einzuschließen, woraufhin der Minister einlenkte.

## Ehrungen
- Verleihung der Ehrendoktorwürde zum Dr.-Ing. E.h. am 10. März 1921 durch die Bergakademie Freiberg
- Ernennung zum Ehrensenator der Technischen Hochschule Dresden (1928)
- Ernennung zum Ehrensenator der Forsthochschule Tharandt (1928)
- Ernennung zum Ehrenmitglied der Braunkohlenstiftung an der Bergakademie Freiberg